# Убихинол
Убихинол — восстановленная форма убихинона. Несёт два дополнительных электрона и два протона. Фактически убихинол можно рассматривать как убихинон, который присоединил к себе молекулу водорода.
Природный убихинол химически представляет собой 2,3-диметокси-5-метил-6-фенил-поли-1,4-бензохинол, с хвостом из нескольких изопрениловых групп (9-10 у млекопитающих). Коэнзим Q10 существует в трёх редокс формах, полностью окисленной (убихинон), частично восстановленный (семихинон или убисемихинон) и полностью восстановленный (убихинол). Функции убихинола как переносчика электронов и антиоксиданта основаны на возможности отдавать и вновь присоединять два электрона, окисляясь до убихинона и восстанавливаясь до убихинола.

## Характеристики
Так как человеческий организм способен синтезировать убихинол, то он не считается витамином.

## Биодоступность
Известно, что коэнзим Q10 не очень хорошо усваивается организмом. Поскольку убихинол имеет два дополнительных атома водорода, две его кетоногруппы превращаются в гидроксильные группы. Это приводит к увеличению полярности молекулы и является существенным фактором увеличения биодоступности убихинола. При приёме внутрь, убихинол обладает значительно большей биодоступностью, чем убихинон.
Однако существуют авторитетные учёные, которые оспаривают вывод о большей биодоступности убихинола. Они утверждают, что на практике убихинон (Q10) растворяется в липидных мицеллах, которые затем доставят свой груз к плазматической мембране кишечной стенки. Там мицеллы растворяются и с помощью простой диффузии молекулы попадают в клетки кишечника, а затем через лимфатические сосуды в венозную систему. Поскольку убихинол и Q10 являются окислительно-восстановительной парой и в организме могут стремительно преобразовываться друг в друга, то не совсем понятно, какое практическое значение имеет более гидрофильный по сравнению с Q10 убихинол для усвоения организмом.

## Содержание в пищевых продуктах
Убихинол в разном количестве содержится в различных продуктах питания. Анализ ряда продуктов, обнаружил убихинол в 66 из 70 пунктов. В общей сложности он составляет 46 % от общего содержания коэнзима Q10 (в японской диете). В следующей таблице приведён пример результатов.
| Еда               | Убихинол (мкг/г) | Убихинон (мкг/г) |
| ----------------- | ---------------- | ---------------- |
| Говядина (плечо)  | 5.36             | 25               |
| Говядина (печень) | 40.1             | 0.4              |
| Свинина (плечо)   | 25.4             | 19.6             |
| Свинина (бедро)   | 2.63             | 11.2             |
| Курица (грудка)   | 13.8             | 3.24             |
| Скумбрия          | 0.52             | 10.1             |
| Тунец (консервы)  | 14.6             | 0.29             |
| Жёлтохвост        | 20.9             | 12.5             |
| Брокколи          | 3.83             | 3.17             |
| Петрушка          | 5.91             | 1.57             |
| Апельсин          | 0.88             | 0.14             |

## Молекулярные аспекты
Убихинол — это бензохинол, который является продуктом восстановления убихинона, известного также как коэнзимом Q10. Её хвост состоит из 10 изопреновых единиц.
Восстановление убихинона до убихинола происходит в комплексах I и II цепи переноса электрона. Цитохром-bc1-комплекс окисляет убихинол до убихинона, а НАДН-дегидрогеназный комплекс осуществляет обратную реакцию. Когда убихинол связывается с цитохром-bc-комплексом, pKa фенольной группы уменьшается настолько, что протон ионизируется и образуется фенолят-анион.
Семихинон образуется при потере хиноном одного протона и одного электрона в процессе дегидрирования гидрохинона с переходом его в хинон или же при добавлении одного электрона и протона к хинону. Этот радикал — важная переходная стадия восстановления убихинона в процессе дыхания.